# Cộng hòa Xã hội chủ nghĩa Xô viết tự trị Yakut

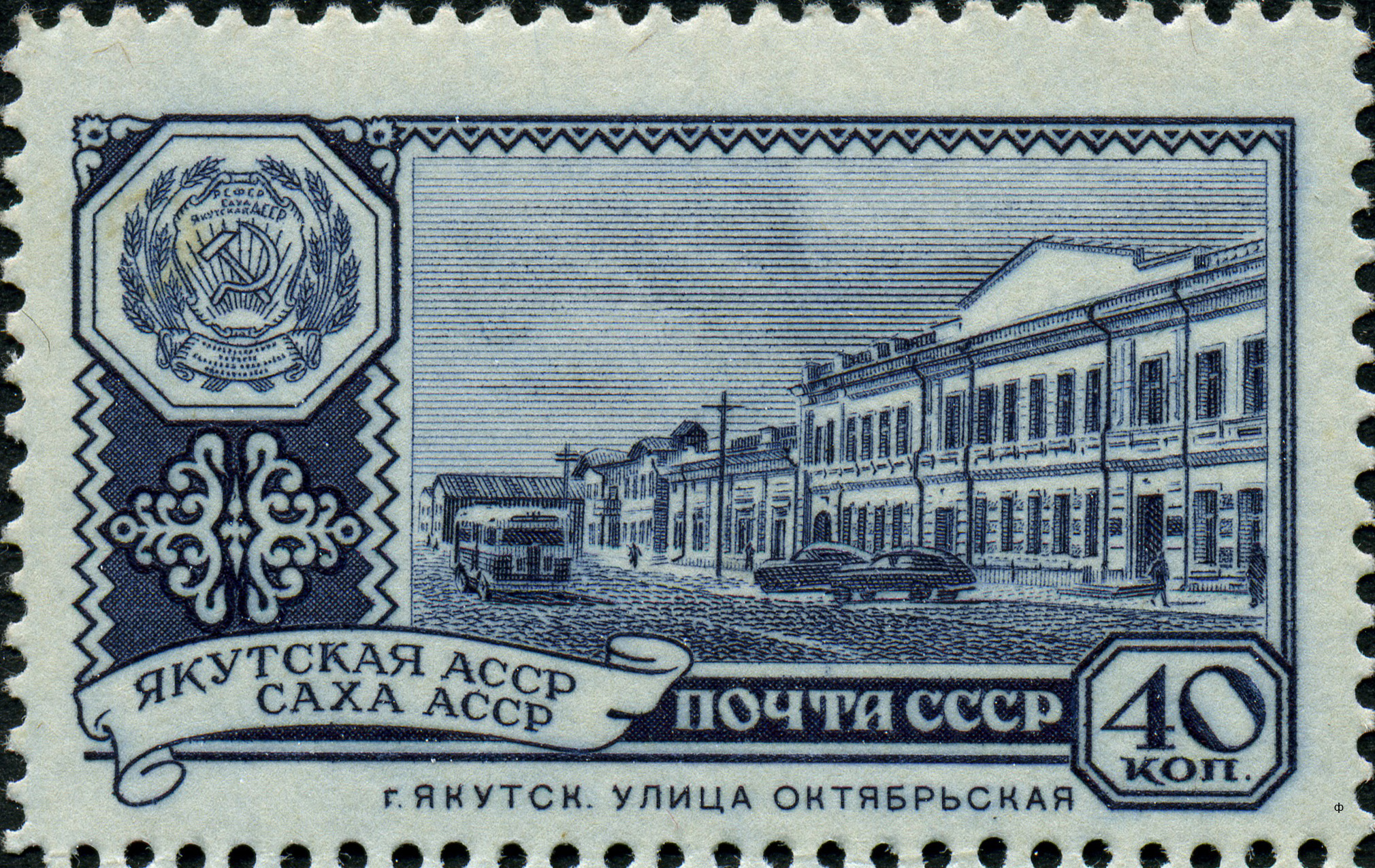
Tem Yakut ASSR năm 1960

Cộng hòa xã hội chủ nghĩa Xô viết tự trị Yakut (Yakut ASSR, YASSR, Yakutia. Saha avtonomnay sebieskey sotsialisticheskey respublikata, Sakha ASSR) - một nước cộng hòa tự trị là một phần của Nga Xô viết. Nó tồn tại vào năm 1922-1992. Thủ đô là thành phố Yakutsk.
Nó nằm trong lưu vực của các sông Lena, Anabara, Olenek, Yana, Indigirka và ở hạ lưu sông Kolyma, ở phía bắc - bờ biển của Biển Laptev và Biển Đông Siberi và quần đảo Novosibirsk. Hơn 40% lãnh thổ của nước cộng hòa tự trị này nằm ngoài Vòng Bắc Cực.

## Lịch sử
Cộng hòa Xã hội chủ nghĩa Xô viết tự trị Yakut được thành lập như một phần của Nga Xô viết vào ngày 27 tháng 4 năm 1922 trên lãnh thổ của vùng Yakutsk mà không có vùng Nizhnyaya Tunguska, trở thành một phần của huyện Kirensky của tỉnh Irkutsk; Nước cộng hòa này cũng bao gồm vùng Khatango-Anabar của tỉnh Yenisei, vùng Olekminsko-Suntarsky của huyện Kirensky của tỉnh Irkutsk và tất cả các đảo ở Bắc Băng Dương nằm giữa kinh tuyến 84 ° và 140½ ° kinh đông. Maxim Ammosov cùng với Platon Oyunsky và Isidor Barakhov đóng vai trò quan trọng trong việc hình thành Cộng hòa tự trị Yakut. Trong những năm Chiến tranh Vệ quốc Vĩ đại, hơn 50 nghìn cư dân của Yakut đã chiến đấu tại các mặt trận, và 13 người trong số họ đã được phong tặng danh hiệu Anh hùng Liên Xô. Cũng có những đơn vị, được biên chế chủ yếu bởi cư dân của nước cộng hòa, chẳng hạn như bây giờ, một trong những con phố của Staraya Russa được đặt tên để tưởng nhớ một đơn vị như vậy - những người lính súng trường Yakut.
Vào ngày 27 tháng 9 năm 1990, Xô Viết Tối cao của Yakut thông báo chuyển chế độ tự trị thành Cộng hòa Xã hội Chủ nghĩa Xô viết Yakutsk-Sakha trong Cộng hòa Xã hội chủ nghĩa Xô viết Liên bang Nga. Vào ngày 24 tháng 5 năm 1991, Đại hội Đại biểu Nhân dân của Nga Xô viết đã thông qua tên này, sửa đổi Điều khoản. 71 của Hiến pháp Nga 1978